# Scout X
O Scout X, também conhecido como Cub Scout foi, a versão de teste, do futuro modelo Scout X-1. O Scout X, tinha os mesmos quatro estágios do modelo seguinte, porém, dois deles eram inertes.
O seu objetivo, era testar a configuração que viria a ser usada nos futuros membros da família de foguetes Scout.
Foi efetuado apenas um lançamento desse modelo de teste, a partir da Wallops Flight Facility, Virgínia, em 18 de abril de 1960. 
Esta missão terminou em fracasso, quando o foguete se desintegrou durante a separação do primeiro estágio.